# Війська протиповітряної оборони Сухопутних військ Російської Федерації
Війська протиповітряної оборони Сухопутних військ (ППО СВ) — рід військ Сухопутних військ Російської Федерації, призначений для прикриття військ і об'єктів від дій засобів повітряного нападу противника при веденні кількома загальновійськовими об'єднаннями і з'єднаннями операцій (бойових дій), створення перегрупувань (маршу) і розташуванні на місці. Слід відрізняти Війська ППО Сухопутних військ (Військова ППО) від Військ ППО та ПРО Повітряно-космічних сил (Об'єктова ППО, ППО території країни).
На Війська ППО СВ покладається виконання таких основних завдань:
- несення бойового чергування з протиповітряної оборони;
- ведення розвідки повітряного противника і оповіщення військ які прикривають;
- знищення засобів повітряного нападу противника в польоті;
- участь у веденні протиракетної оборони на театрах військових дій.[1]

## Структура
Війська протиповітряної оборони Сухопутних військ (ППО СВ) організаційно складаються з органів військового управління, командних пунктів ППО, зенітних ракетних (ракетно-артилерійських) і радіотехнічних з'єднань, військових частин і підрозділів. Вони здатні знищувати засоби повітряного нападу противника у всьому діапазоні висот (гранично малих — до 200 м, малих — від 200 до 1000 м, середніх — від 1000 до 4000 м, великих — від 4000 до 12000 м і в стратосфері — понад 12000 м) і швидкостей польоту. Війська ППО СВ оснащені різними по досяжності, канальності і способам наведення ракет зенітними ракетними, зенітними артилерійськими, зенітними гарматно-ракетними комплексами (системами) і переносними зенітними ракетними комплексами. Залежно від дальності ураження повітряних цілей вони поділяються на комплекси ближньої дії — до 10 км, малої дальності — до 30 км, середньої дальності — до 100 км і дальньої дії — понад 100 км. Розвиток військ ППО СВ здійснюється шляхом підвищення мобільності, живучості, скритності роботи, ступеня автоматизації, вогневої продуктивності, розширення параметрів зони ураження, зниження часу реакції і масо-габаритних характеристик зенітних ракетних (ракетно-артилерійських) комплексів.

## Історична довідка
Початком формування підрозділів військової ППО послужив наказ генерала Алексєєва - начальника штабу Верховного Головнокомандувача (Микола II) від 13 (26) грудня 1915 року № 368, яким було оголошено про формування окремих четиригарматних легких батарей для стрільби по повітряному флоту. Згідно з наказом міністра оборони РФ від 9 лютого 2007 року № 50, датою створення військової протиповітряної оборони вважається 26 грудня.
Восени 1941 року єдина система ППО СРСР була розділена на Військову і ППО території країни.
16 серпня 1958 року наказом № ** 69 Міністра оборони СРСР Маршала Радянського Союзу Р. Я. Малиновського в складі Сухопутних військ був створений новий рід військ - війська протиповітряної оборони Сухопутних військ.
У 1997 році з метою вдосконалення керівництва військами ППО війська протиповітряної оборони Сухопутних військ, з'єднання, військові частини і підрозділи ППО Берегові військ ВМФ, військові частини і підрозділи ППО ВДВ, а також з'єднання та військові частини ППО резерву Верховного Головнокомандувача були об'єднані в війська військової протиповітряної оборони Збройних Сил Російської Федерації.
День військової протиповітряної оборони у Збройних Силах Росії відзначається 26 грудня.

## Командувачі
- 1991—2000 — генерал-полковник Духов Борис Інокентійович (начальник військ ППО Сухопутних військ ЗС РФ)
- 2000—2005 — генерал-полковник Володимир Данилкін (начальник ППО Сухопутних військ ЗС РФ)
- 2005—2008 — генерал-полковник Фролов Микола Олексійович (начальник ППО Сухопутних військ ЗС РФ)
- 2008—2010 — генерал-майор Круш Михайло Кондратійович (начальник ППО Сухопутних військ ЗС РФ)
- 2010 — до тепер — генерал-майор (з 2013 р. генерал-лейтенант) Леонов Олександр Петрович[10] (начальник військ ППО Сухопутних військ ЗС РФ)

## Радіолокаційні станції (РЛС) і автоматизовані засоби управління (АЗУ) ППО Сухопутних військ
Парк нових РЛС склали: чергового режиму — «Небо-СВ», «Небо-СВУ», «Каста-2-2»; бойового режиму — «Огляд-3», «Імбир», «Купол»; переносна «Гармонь».
Парк нових засобів АЗУ склали: «Поляна-Д1», «Поляна-Д4», рухомий пункт розвідки та управління ППРУ-1 «Овід-М-СВ», уніфікований батарейний командирський пункт (УБКП) «Ранжир», «Барнаул-Т».

## Бойовий склад

### Зенітні ракетні комплекси дальньої дії (понад 100 км)
С-300В4, дальність перехоплення — до 400 км, висота перехоплення — до 180 км, на озброєнні ППО Сухопутних військ з 2014 року — до тепер
С-300В3, експортний варіант — С-300ВМД, дальність перехоплення — до 200 км, висота перехоплення — до 40 км, на озброєнні ППО Сухопутних військ з 2003 року — до тепер
С-300В2, експортний варіант — С-300ВМ, дальність перехоплення — до 160 км, висота перехоплення — до 40 км, на озброєння ППО Сухопутних військ з1998 року — до тепер
С-300В1, дальність перехоплення — до 100 км, висота перехоплення — до 40 км, на озброєнні ППО Сухопутних військ з 1988 року — до 2013 року
С-300В, дальність перехоплення — до 100 км, висота перехоплення — до 40 км, на озброєнні ППО Сухопутних військ з 1983 року — до 2008 року
До 2020 року, згідно «Державної програми озброєння 2020», планують повністю змінити парк озброєння дальньої дії на ЗРК С-300В4.

### Зенітні ракетні комплекси середньої дальності (до 100 км)
Бук-М3, дальність перехоплення — до 70 км, висота перехоплення — до 35 км, на озброєнні ППО Сухопутних військ з 2015 року — до теперішнього часу
Бук-М2, експортний варіант — Бук-М2ЭК, дальність перехоплення — до 50 км, висота перехоплення — до 25 км, на озброєнні ППО Сухопутних військ з 2008 року — до теперішнього часу
Бук-М1-2, експортний варіант — Бук-М2Э, дальність перехоплення — до 45 км, висота перехоплення — до 25 км, на озброєнні ППО Сухопутних військ з 1998 року — до теперішнього часу
Бук-М1, дальність перехоплення — до 35 км, висота перехоплення — до 25 км, на озброєнні ППО Сухопутних військ з 1988 року — до 2013 року
Круг-М1, дальність перехоплення — до 50 км, висота перехоплення — до 24,5 км, на озброєнні ППО Сухопутних військ з 1974 року — до 1999 року
Круг-М, дальність перехоплення — до 50 км, висота перехоплення — до 24,5 км, на озброєнні ППО Сухопутних військ з 1971 року — до 1996 року
Круг-А, дальність перехоплення — до 50 км, висота перехоплення — до 23,5 км, на озброєнні ППО Сухопутних військ з 1967 року — до 1992 року
Круг, дальність перехоплення — до 45 км, висота перехоплення — до 23,5 км, на озброєнні ППО Сухопутних військ з 1965 року — до 1990 року
До 2020 року, згідно з «Державною програмою озброєнь 2020», планується повністю змінити парк озброєнь середньої дальності на ЗРК Бук- М3 і ЗРК Бук-М2.

### Зенітні ракетні комплексималої дальності (до 30 км)
Тор-М2, дальність перехоплення — до 15 км, висота перехоплення — до 10 км, на озброєнні ППО Сухопутних військ з 2015 року — до теперішнього часу
Тор-М1-2, експортний варіант — Тор-М2Э, дальність перехоплення — до 15 км, висота перехоплення — до 10 км, на озброєнні ППО Сухопутних військ з 2012 року — до теперішнього часу
Тор-М1, експортний варіант — Тор-М1Э, дальність перехоплення — до 15 км, висота перехоплення — до 10 км, на озброєнні ППО Сухопутних військ з 1992 року — до теперішнього часу
Тор-М, дальність перехоплення — до 12 км, висота перехоплення — до 6 км, на озброєнні ППО Сухопутних військ з 1989 року — до 2014 року
Тор, дальність перехоплення — до 12 км, висота перехоплення — до 6 км, на озброєнні ППО Сухопутних військ з 1983 року — до 2008 року
Бук-М, дальність перехоплення — до 30 км, висота перехоплення — до 25 км, на озброєнні ППО Сухопутних військ з 1983 року — до 2008 року
Бук, дальність перехоплення — до 25 км, висота перехоплення — до 20 км, на озброєнні ППО Сухопутних військ з 1979 року — до 2004 року
Куб-М4, дальність перехоплення — до 25 км, висота перехоплення — до 15 км, на озброєнні ППО Сухопутних військ з 1978 року — до 2003 року
Куб-М3, дальність перехоплення — до 25 км, висота перехоплення — до 15 км, на озброєнні ППО Сухопутних військ з 1976 року — до 2001 року
Куб-М2, дальність перехоплення — до 25 км, висота перехоплення — до 15 км, на озброєнні ППО Сухопутних військ з 1973 року — до 1998 року
Куб-М1, дальність перехоплення — до 25 км, висота перехоплення — до 15 км, на озброєнні ППО Сухопутних військ з 1971 року — до 1996 року
Куб-М, дальність перехоплення — до 20 км, висота перехоплення — до 10 км, на озброєнні ППО Сухопутних військ з 1968 року — до 1993 року
Куб, дальність перехоплення — до 20 км, висота перехоплення — до 10 км, на озброєнні ППО Сухопутних військ з 1967 року — до 1992 року
До 2020 року, згідно з «Державною програмою озброєнь 2020», планується повністю змінити парк озброєнь малої дальності на ЗРК Тор-М2 і ЗРК Тор-М1-2.

### Зенітні ракетні комплекси(ЗРК) плавучі, ближньої дії (до 10 км)
Оса-АКМ, дальність перехоплення — до 10 км, висота перехоплення — до 5 км, на озброєнні ППО Сухопутних військ з 1980 року — до теперішнього часу
Оса-АК, дальність перехоплення — до 10 км, висота перехоплення — до 5 км, на озброєнні ППО Сухопутних військ з 1975 року — до 2015 року
Оса, дальність перехоплення — до 10 км, висота перехоплення — до 5 км, на озброєнні ППО Сухопутних військ з 1970 року — до 2010 року
До 2020 року, згідно з «Державною програмою озброєнь 2020», планується повністю змінити парк плавучих озброєнь ближньої дії на ЗРК Тор-М2, на колісному плавучому шасі і ЗРК Тор-М1-2, на колісному шасі.

### Зенітні ракетні комплекси(ЗРК) ближньої дії (до 10 км)
Сосна (з ракетою "Сосна-Р", дальність перехоплення — до 10 км, висота перехоплення — до 5 км, державні випробування стартують на початку 2016 року, з тим щоб до середини року представити комплекс Міноборони РФ
Стрела-10М4, дальність перехоплення — до 8 км, висота перехоплення — до 4 км, на озброєнні ППО Сухопутних військ з 1992 року — до теперішнього часу
Стрела-10М3, дальність перехоплення — до 8 км, висота перехоплення — до 4 км, на озброєнні ППО Сухопутних військ з 1989 року — до теперішнього часу
Стрела-10М2, дальність перехоплення — до 7 км, висота перехоплення — до 4 км, на озброєнні ППО Сухопутних військ з 1981 року — до теперішнього часу
Стрела-10М1, дальність перехоплення — до 7 км, висота перехоплення — до 4 км, на озброєнні ППО Сухопутних військ з 1981 року — до 2014 року
Стрела-10М, дальність перехоплення — до 6 км, висота перехоплення — до 4 км, на озброєнні ППО Сухопутних військ з 1976 — до 2011 року
Стрела-10, дальність перехоплення — до 6 км, висота перехоплення — до 4 км, на озброєнні ППО Сухопутних військ з 1973 — до 2008 року
Стрела-1М, дальність перехоплення — до 5 км, висота перехоплення — до 4 км, на озброєнні ППО Сухопутних військ з 1970 — до 2005 року
Стрела-1, дальність перехоплення — до 5 км, висота перехоплення — до 4 км, на озброєнні ППО Сухопутних військ з 1967 — до 2002 року
До 2020 року планується повністю змінити парк озброєнь ближньої дії на ЗРК Сосна, ЗРК Стрела-10М4 и ЗРК Стрела-10М3.

### Зенітні ракетно-гарматні комплекси(ЗРПК) з радіолокаційним виявленням цілі (до 10 км)
Тунгуска-М1, експортний варіант — Тунгуска-М1Э, дальність перехоплення ракетним озброєнням — до 10 км, висота перехоплення ракетним озброєнням — до 4 км, дальність перехоплення гарматним озброєнням — до 4 км, висота перехоплення гарматним озброєнням — до 3 км, на озброєнні ППО Сухопутних військ з 2003 року — до теперішнього часу
Тунгуска-М, дальність перехоплення ракетним озброєнням — до 8 км, висота перехоплення ракетним озброєнням — до 4 км, дальність перехоплення гарматним озброєнням — до 4 км, висота перехоплення гарматним озброєнням — до 3 км, на озброєнні ППО Сухопутних військ з 1990 року — до теперішнього часу
Тунгуска, дальність перехоплення ракетним озброєнням — до 8 км, висота перехоплення ракетним озброєнням — до 4 км, дальність перехоплення гарматним озброєнням — до 4 км, висота перехоплення гарматним озброєнням — до 3 км, на озброєнні ППО Сухопутних військ з 1982 року — до 2012 року
24 грудня 2015 року начальник військ ППО Сухопутних військ ЗС РФ генерал-лейтенант Олександр Леонов в ефірі телеканалу "Росія 24" повідомив: "На зміну нашим комплексам "Тунгуска" та "Шилка" розробляється новий перспективний зенітний артилерійський комплекс в калібрі 57 мм".
Для довідки: ЗРПК «Панцир-С1 (С2)» прийнятий на озброєння військ ППО ВПС (ВКС) — в об'єктове ППО, ППО території країни. Розробники ведуть роботи зі створення «Панцира» для Сухопутних військ Росії, але поки ці роботи не увінчалися успіхом.

### Зенітні ракетні комплексиз оптичним виявленням цілі (до 5 км)
Лучник, експортний варіант — Лучник-Э, дальність перехоплення ракетним озброєнням Стрілець — до 6 км, висота перехоплення ракетним озброєнням Стрілець — до 4 км, на озброєнні ППО Сухопутних військ з 2015 року — до теперішнього часу
Шилка-М5, дальність перехоплення ракетним озброєнням Стрілець — до 6 км, висота перехоплення ракетним озброєнням Стрілець — до 4 км, дальність перехоплення гарматним озброєнням з радіолокаційним виявленням цілі — до 3 км, висота перехоплення гарматним озброєнням з радіолокаційним виявленням цілі — до 2 км, на озброєнні ППО Сухопутних військ з 2008 року — до теперішнього часу
Шилка-М4, дальність перехоплення ракетним озброєнням Стрілець — до 6 км, висота перехоплення ракетним озброєнням Стрілець — до 4 км, дальність перехоплення гарматним озброєнням з радіолокаційним виявленням цілі — до 3 км, висота перехоплення гарматним озброєнням з радіолокаційним виявленням цілі — до 2 км, на озброєнні ППО Сухопутних військ з 2007 року — до теперішнього часу
ЗУ-23М1, дальність перехоплення ракетним озброєнням Стрілець — до 6 км, висота перехоплення ракетним озброєнням Стрілець — до 4 км, дальність перехоплення гарматним озброєнням — до 3 км, висота перехоплення гарматним озброєнням — до 2 км, на озброєнні ППО Сухопутних військ з 2006 року — до теперішнього часу
ЗУ-23М, дальність перехоплення ракетним озброєнням Джигіт до 6 км, висота перехоплення ракетним озброєнням Джигіт — до 4 км, дальність перехоплення гарматним озброєнням — до 3 км, висота перехоплення гарматним озброєнням — до 2 км, на озброєнні ППО Сухопутних військ з 2005 року — до теперішнього часу
Стрілець, дальність перехоплення — до 6 км, висота перехоплення — до 4 км, на озброєнні ППО Сухопутних військ з 2004 року — до теперішнього часу
Джигіт, дальність перехоплення — до 6 км, висота перехоплення — до 4 км, на озброєнні ППО Сухопутних військ з 2003 року — до теперішнього часу

### Переносні зенітні ракетні комплексиз оптичним виявленням цілі
Верба, дальність перехоплення — до 7 км, висота перехоплення — до 5 км, на озброєнні ППО Сухопутних військ з 2014 року — до теперішнього часу
Игла-С, дальність перехоплення — до 6 км, висота перехоплення — до 4 км, на озброєнні ППО Сухопутних військ з 2002 року — до теперішнього часу
Игла, дальність перехоплення — до 5 км, висота перехоплення — до 4 км, на озброєнні ППО Сухопутних військ з 1983 року — до теперішнього часу
Игла-1, дальність перехоплення — до 5 км, висота перехоплення — до 4 км, на озброєнні ППО Сухопутних військ з 1981 року — до теперішнього часу
Стрела-3, дальність перехоплення — до 5 км, висота перехоплення — до 3 км, на озброєнні ППО Сухопутних військ з 1974 року — до теперішнього часу
Стрела-2М, дальність перехоплення — до 4 км, висота перехоплення — до 3 км, на озброєнні ППО Сухопутних військ з 1970 року — до 2015 року
Стрела-2, дальність перехоплення — до 4 км, висота перехоплення — до 2 км, на озброєнні ППО Сухопутних військ з 1967 року — до 2012 року

### Зенітні самохідні артилерійські установки
Шилка-М3, дальність перехоплення гарматним озброєнням з радіолокаційним виявленням цілі — до 3 км, висота перехоплення гарматним озброєнням з радіолокаційним виявленням цілі — до 2 км, на озброєнні ППО Сухопутних військ з 1992 року — до теперішнього часу
Шилка-М2, дальність перехоплення гарматним озброєнням з радіолокаційним виявленням цілі — до 3 км, висота перехоплення гарматним озброєнням з радіолокаційним виявленням цілі — до 2 км, на озброєнні ППО Сухопутних військ з 1985 року — до 2015 року
Шилка-М1, дальність перехоплення гарматним озброєнням з радіолокаційним виявленням цілі — до 3 км, висота перехоплення гарматним озброєнням з радіолокаційним виявленням цілі — до 2 км, на озброєнні ППО Сухопутних військ з 1982 року — до 2012 року
Шилка-М, дальність перехоплення гарматним озброєнням з радіолокаційним виявленням цілі — до 3 км, висота перехоплення гарматним озброєнням з радіолокаційним виявленням цілі — до 2 км, на озброєнні ППО Сухопутних військ з 1980 року — до 2010 року
Шилка-В1, дальність перехоплення гарматним озброєнням з радіолокаційним виявленням цілі — до 3 км, висота перехоплення гарматним озброєнням з радіолокаційним виявленням цілі — до 2 км, на озброєнні ППО Сухопутних військ з 1975 року — до 2005 року
Шилка-В, дальність перехоплення гарматним озброєнням з радіолокаційним виявленням цілі — до 3 км, висота перехоплення гарматним озброєнням з радіолокаційним виявленням цілі — до 2 км, на озброєнні ППО Сухопутних військ з 1970 року — до 2000 року
Шилка, дальність перехоплення гарматним озброєнням з радіолокаційним виявленням цілі — до 3 км, висота перехоплення гарматним озброєнням з радіолокаційним виявленням цілі — до 2 км, на озброєнні ППО Сухопутних військ з 1964 року — до 1994 року
ЗСУ-57-2, дальність перехоплення гарматним озброєнням — до 6 км, висота перехоплення гарматним озброєнням — до 4 км, на озброєнні ППО Сухопутних військ з 1955 року — до 1990 року
ЗСУ-37, дальність перехоплення гарматним озброєнням — до 4 км, висота перехоплення гарматним озброєнням — до 3 км, на озброєнні ППО Сухопутних військ з 1945 року — до 1975 року

### Зенітні артилерійські установки
ЗУ-23, дальність гарматного озброєння до 2 км, на озброєнні ППО Сухопутних військ з 1960 року — до теперішнього часу

### Зенітні кулеметні установки
ЗУ-2, зенітна кулеметна установка на базі двох спарених КПВ-14,5, дальність до 1,5 км, на озброєнні ППО Сухопутних військ з 1956 року — до теперішнього часу
ЗГУ-1, зенітна гірська установка на базі КПВ-14,5, дальність до 1,5 км, на озброєнні ППО Сухопутних військ з 1956 року — до теперішнього часу
ЗПУ-1, зенітна кулеметна установка на базі КПВ-14,5, дальність до 1,5 км, на озброєнні ППО Сухопутних військ з 1949 року — до теперішнього часу
ЗПУ-2, зенітна кулеметна установка на базі двох спарених КПВ-14,5, дальність до 1,5 км, на озброєнні ППО Сухопутних військ з 1949 року — до теперішнього часу
ЗПУ-4, зенітна кулеметна установка на базі чотирьох зчетверених КПВ-14,5, дальність до 1,5 км, на озброєнні ППО Сухопутних військ з 1949 року — до теперішнього часу

### Зенітні кулемети на універсальних станках
Корд, на універсальному станку конструкції Рудольфа Пурцена, дальність до 1,5 км, на озброєнні ППО Сухопутних військ з 1998 року — до теперішнього часу
Утёс, на універсальному станку конструкції Рудольфа Пурцена, дальність до 1,5 км, на озброєнні ППО Сухопутних військ з 1972 року — до теперішнього часу
ДШКМ, на універсальному станку конструкції Івана Колесникова, дальність до 1,5 км, на озброєнні ППО Сухопутних військ з 1946 року — до теперішнього часу

## Сучасний стан
У 2011-2015 роках у військах ППО Сухопутних військ Росії сучасним озброєнням оснащені дві знову сформовані зенітні ракетні бригади і переозброєні підрозділи ППО восьми загальновійськових з'єднань. В результаті оснащеність військ ППО сучасним озброєнням складає більше 35%.
На 2012 рік якісний стан озброєння та військової техніки ППО Сухопутних військ за термінами перебування в експлуатації характеризується наступними параметрами:
- експлуатуються до 15 років — 3 %
- експлуатуються від 15 до 20 років — 14 %
- експлуатуються від 20 до 30 років — 33 %,
- експлуатуються більше 30 років — 50 %

З того озброєння і військової техніки, що є в наявності понад 45% потребують ремонту.
Верховним головнокомандувачем поставлена задача довести частку щодо забезпечення сучасним і перспективним озброєнням засобів ППО: до 2015 року до 30%, а до 2020 року - не менше ніж 70%.

## Підготовка фахівців для ППО Сухопутних військ[2][6]
Багаторівневе навчання офіцерів ППО здійснюється у Військовій академії військової протиповітряної оборони Збройних Сил Російської Федерації імені Маршала Радянського Союзу О. М. Василевського (м. Смоленськ). Крім того, офіцерів для ППО Сухопутних військ готують на п'яти військових кафедрах і в двох навчальних військових центрах при цивільних вузах.
Підготовка молодших спеціалістів здійснюється в двох навчальних центрах військ ППО Сухопутних військ і двох навчальних центрах підготовки фахівців ППО зі складу окружних навчальних центрів (ОНЦ).
106 навчальний центр військ ППО СВ їм Героя Радянського Союзу Маршала артилерії В. І. Казакова (м. Оренбург).
726 навчальний центр військ протиповітряної оборони Сухопутних військ (м. Єйськ Краснодарського краю).
167-й навчальний центр бойового застосування військ протиповітряної оборони Сухопутних військ (сформований на території 4 Державного центрального міжвидового полігону Міністерства оборони РФ в Астраханській області в 110 км на південь від міста Волгограда, поблизу селища Капустин Яр).
З 2014 року для військ ППО Сухопутних військ підготовка солдатів і сержантів запасу здійснюється на військових кафедрах і в навчальних військових центрах 5 загальноосвітніх закладів вищої професійної освіти.